# Schloss Messendorf

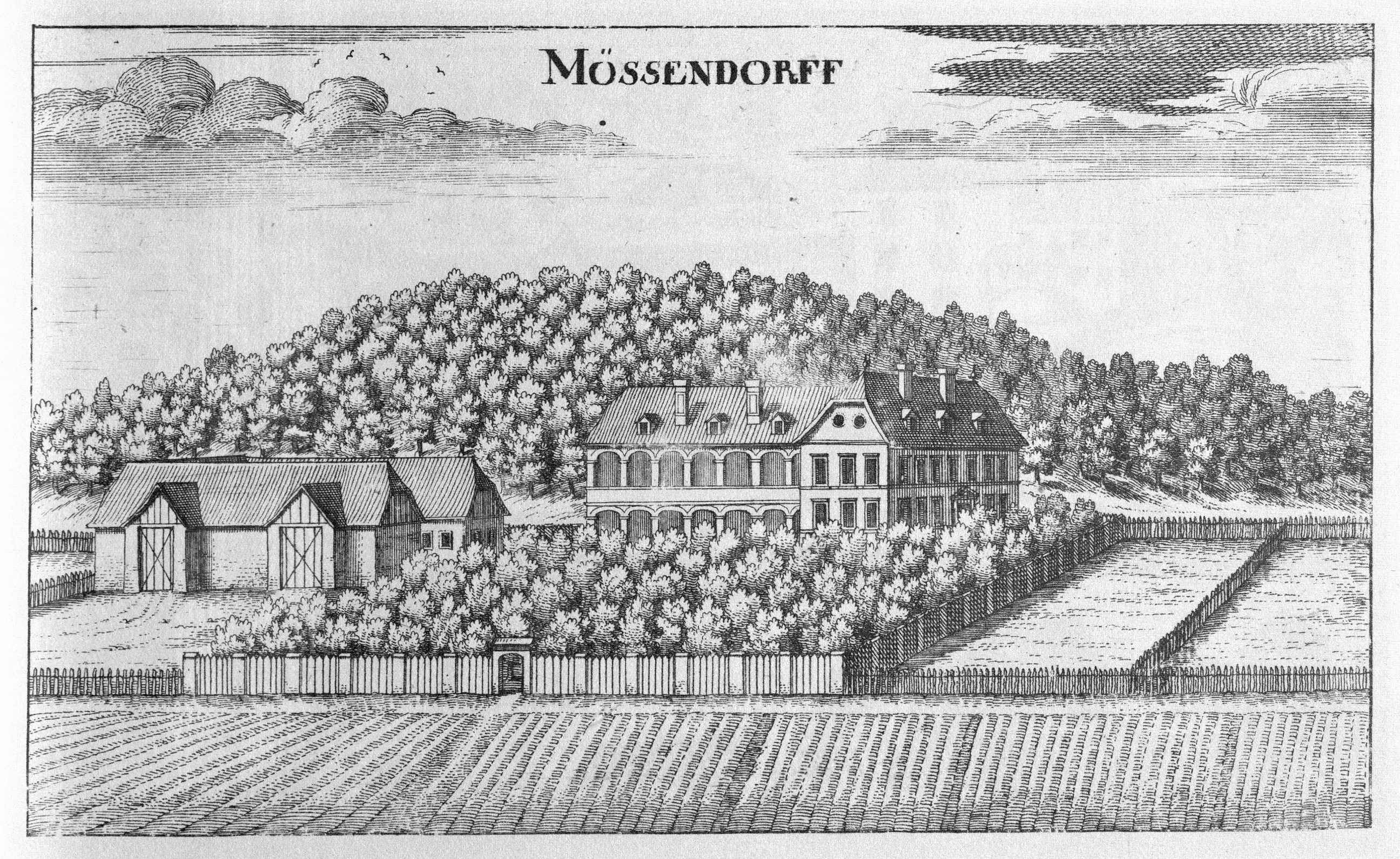
Schloss Messendorf nach einem Stich von Georg Matthäus Vischer, 1681

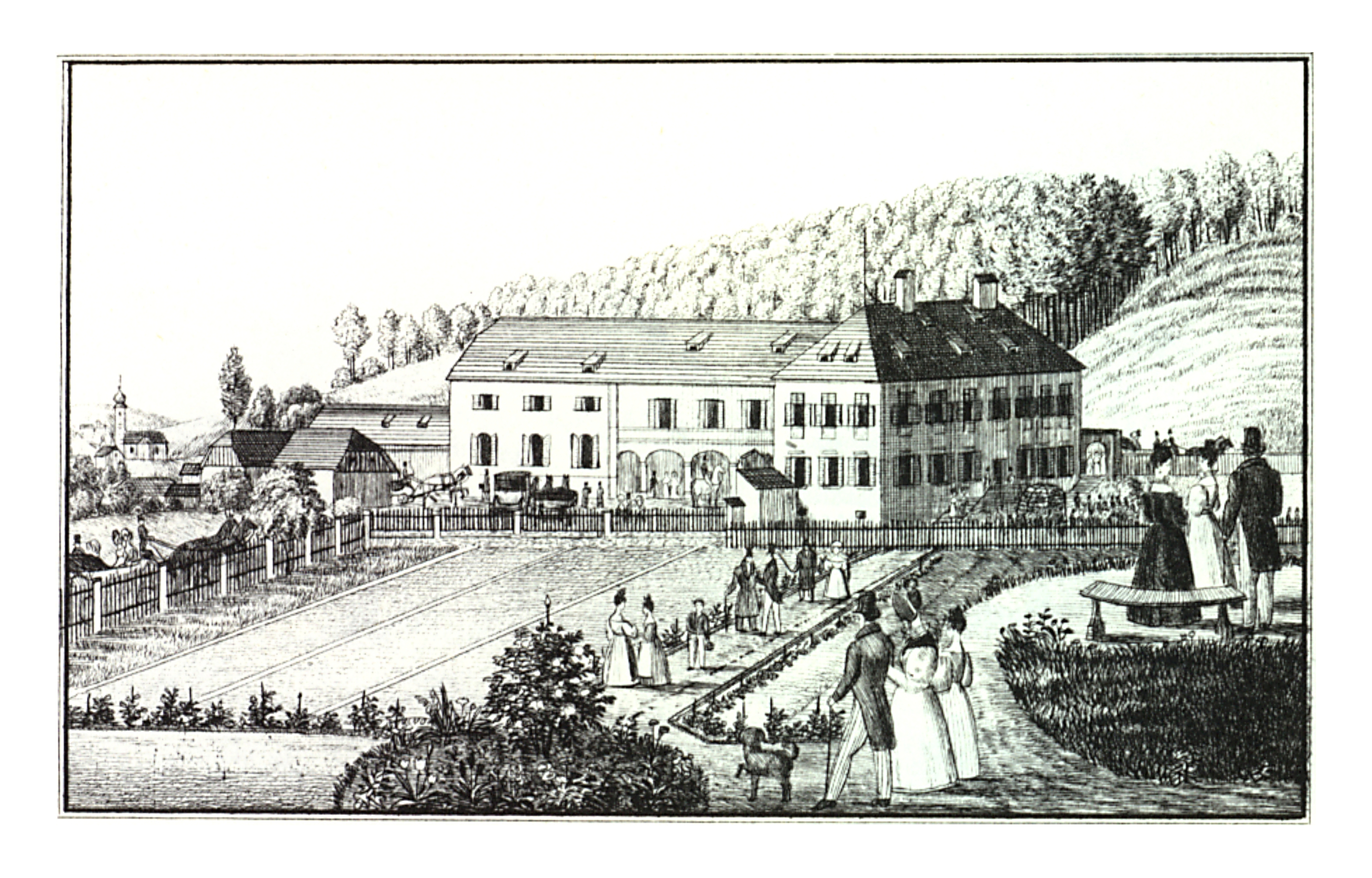
Das Schloss und Bräuhaus um 1830, Lith. Anstalt J.F. Kaiser, Graz

Das Schloss Messendorf liegt an der St.-Peter-Hauptstraße im Stadtteil Messendorf im achten Grazer Stadtbezirk St. Peter. Das ehemals als Landes-Sonderkrankenhaus für Psychiatrie und Neurologie verwendete Gebäude beherbergt gegenwärtig die Grazer Waldorfschule.

## Geschichte
Die Geschichte des Schlosses lässt sich bis ins 13. Jahrhundert zurückverfolgen, als sich um 1233 im damaligen Mezzendorf eine ritterliche Familie niederließ und sich selbst und den Hof nach der Ortschaft benannte. Das ursprüngliche Gebäude wurde auch Breunerhof und Freischloss genannt. Als Schloss Messendorf im Jahr 1479 in den Besitz der Familie Weißenegger überging, wurde es erstmals urkundlich erwähnt.
Ab 1568 war es Eigentum der Grafen von Lengheimb, die es zu einem Schloss im Stil der Spätrenaissance erweitern ließen. Die Familie Lengheimb verkaufte den „Siz Mesßentorff“ mitsamt dem Meierhof an die Gräfin Josefa Breuner, bis es 1802 in das Eigentum der Familie Trauttmansdorff überging. Das Schloss wurde als eine Brauerei adaptiert. Nach 1865 übernahm das Land Steiermark den Besitz und verwendete es als Zwangsarbeitshaus. 1934/35 befand sich das Anhaltelager Messendorf im Schloss. Später wurde ein Landes-Sonderkrankenhaus für Psychiatrie und Neurologie eingerichtet, bis in den 1980ern die Grazer Waldorfschule in die Räumlichkeiten einzog.
Am 21. Dezember 2022 wurde im Beisein von Vertretern des öffentlichen Lebens wie Landeshauptmann Christopher Drexler, Landesrätin Doris Kampus und Landesarchiv-Direktor Gernot Obersteiner eine Gedenktafel zum Gedenken an jene Menschen, die in Schloss Messendorf während Monarchie, Erster Republik, oder „Ständestaat“-Diktatur Unrecht und Gewalt erlitten haben, sowie an jene, die im Nationalsozialismus Medizinverbrechen zum Opfer fielen enthüllt.

## Architektur und Gestaltung

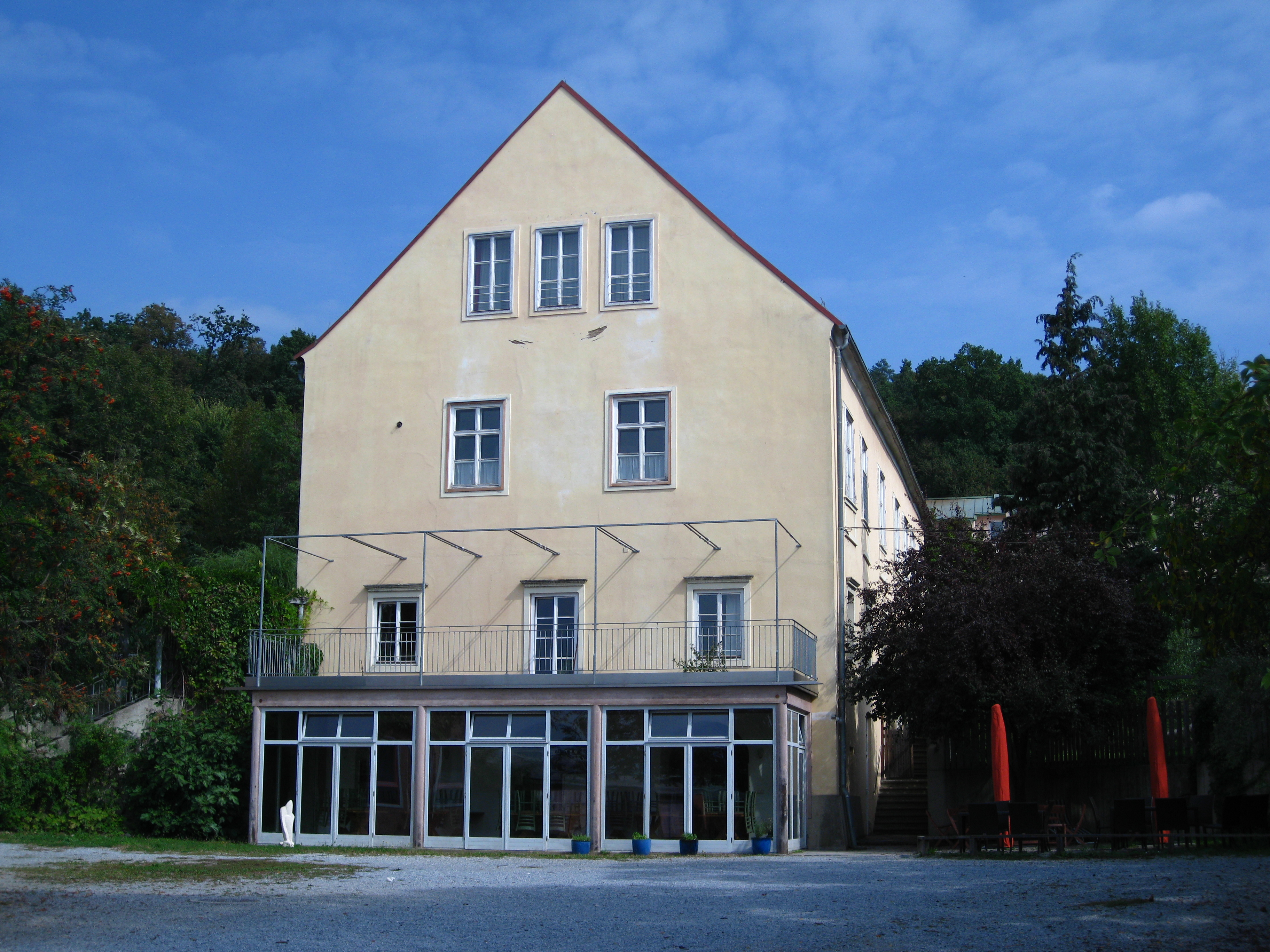
Heutiges Schlossgebäude, das die Waldorfschule beherbergt; September 2011

Von der ursprünglichen Ausstattung des Schlosses ist nur wenig erhalten geblieben. Der Altbau hat ein Uhr-Zwerchgiebeldach aus dem Jahr 1802. Die steinernen Fensterrahmungen stammen aus dem 17. Jahrhundert. Dem heiligen Vinzenz von Paul war die ehemalige Messkapelle geweiht. Auf dem Altarblatt ist der Heilige mit einer Schlossansicht dargestellt. Es wurde im Jahr 1871 vom Ritter von Kurz zu Thurn und Goldenstein geschaffen.